# Pterolophia robinsoni
Pterolophia robinsoni là một loài bọ cánh cứng trong họ Cerambycidae.